# Mr. DJ
David Sheats, más conocido por su nombre artístico Mr. DJ, es un productor discográfico de hip hop y DJ estadounidense, conocido por ganar un Grammy.

## Biografía
Fue criado en el lado sur de College Park (Georgia). Mr. DJ entró en la industria musical como un DJ de hip hip en el grupo de Atlanta OutKast.
Después de un tour de un año con el grupo, se enfocó más en la producción que en su papel de DJ. Gracias a sus habilidades para crear bases, Mr. DJ tuvo la oportunidad de producir una parte del álbum segundo álbum de OutKast, ATLiens, lanzado el 1996.
Después de varias contribuciones importantes en la industria, se unió al colectivo de hip-hop/R&B/soul de Atlanta, The Dungeon Family.
Recientemente, Mr. DJ trabajó con Mos Def en su nuevo álbum The Ecstatic, y produjo tres canciones en el álbum de 2008 de Common, Universal Mind Control.